# Levitáció (paranormális)
A levitáció a pszichokinézis egyik formája,  paranormális vagy vallási kontextusban egy ember vagy tárgy a levegőbe emelkedésének állítólagos képessége.
A történelem során a különféle vallási hagyományok beszámoltak olyan személyekről, akiknek a teste a levegőbe emelkedett és egy darabig ott is maradt.
Szinte minden kultúrában megtalálható, de nincs tudományos bizonyítéka.

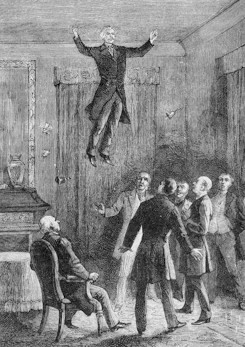
Daniel Dunglas Home más személyek jelenlétében levitált

## Kereszténység
Jézus levitációjáról az Újszövetség ír. A kereszténység levitációjának dokumentált esetei főként a római katolikus hagyományban találhatók.
- Három evangélium alapján Jézus a Galileai-tó felszínén sétált.[5] Mennybemenetele előtt felemelkedett a földről és a felhők között tűnt el tanítványai elől.[6]
- Egyiptomi Szent Biszarion (4-5. század) állítólag a Nílus felszínén sétált át egyik partról a másikra.[7][8]
- Assisi Szent Ferenc (kb. 1182 – 1226), a ferences rend alapítója, a feljegyzések szerint lebegett legalább egyszer.[9]
- Sziénai Szt. Katalin (1347–1380) a Domonkos-rend apácája állítólag levitált imádkozás közben, és egy pap azt állította, hogy látta, ahogy egyszer az ostya a kezéből egyenesen Katalin kezébe repült.[10][11][12]
- Ávilai Szt. Teréz (1515–1582), karmelita apáca azt állította, hogy lebegett mintegy órán keresztül, a misztikus elragadtatás állapotában.[13]
- Néri Szent Fülöp (1515-1595.) az Oratoriánus-rend alapítója[14]
- Porres Szent Márton (1579–1639) Domonkos-rend laikus tagja, a bilokáció pszichés képességével, zárt ajtókon való átjutással (teleportáció) és levitációval is rendelkezett.[15]:227
- Bernardino Realino (1530-1616) olasz jezsuita pap, vándormisszionárius
- Marie d'Agréda (1602-1665) apáca[16][17]
- Copertinói Szent József (1603–1663) ferences szerzetes állítólag több alkalommal magasan lebegett a levegőben, néha több mint egy órán keresztül.[18]
- María de León Bello y Delgado (1643-1731) domonkos rendi apácáról több társa megerősítette, hogy képes volt lebegni.[19]
- Liguori Szent Alfonz (1696–1787), amikor Foggiaban prédikált, állítólag az egész gyülekezet szeme láttára felemelkedett néhány méterre a földtől.[15]:13
- Girolamo Savonarola állítólag a börtöncellája padlójáról a levegőbe emelkedett[20]
- Szarovi Szent Szerafim (1759–1833) orosz ortodox szentnek állítólag volt olyan képessége, hogy egy ideig a föld felett lebegjen, és ennek tanúja volt több előkelőség is, köztük I. Sándor orosz cár.[21]
- Mariam Baouardy (1846–1878), a Sarutlan Kármelita Rend melkita bizánci katolikus egyház apácája, gyakori eksztázisokat élt át. Állítólag nem egyszer látták lebegni: például a kolostor kertjében magánimádkozása idején, amikor a franciaországi pau-i karmelita kolostorban élt.[22]

## Gnoszticizmus
- Simon mágus, egy gnosztikus, aki azt állította magáról, hogy ő Isten inkarnációja (a gnosztikusok elképzelése szerint), a hírek szerint sok más különleges képessége mellett képes volt lebegni.[23]
- Mání, a manicheizmus megalapítója híres volt, hogy állítólag képes levitációra.[24]

## Sámánizmus
A sámánisztikus hagyományok gyakran egyetértenek abban, hogy a sámánoknál a levitáció a „szellemvilágba vezető utazás” része és a szellemlények okozzák. Paul Le Jeune (1591–1664) jezsuita atya írt az 1630-as években a Kanadában élő amerikai őslakosok körében előforduló levitációra, és a jelentések szerint az ausztrál őslakosoknál is előfordult, ahogy néhány afrikai törzsnél is feljegyezték.

## Voodoo
Haitiról és a vuduról szóló tanulmányaiban Douchan Gersi leírja, hogy olyan levitációs eseteknek volt tanúja, amelyeket nem tudott megmagyarázni. A vallási levitáció más eseteihez hasonlóan ezek az események a meditáció és/vagy transz időszakában történtek. Gersi leírása alapján egy nő „tizenkét láb magasan lebegett előtte”.

## Buddhizmus
- Gautama Buddha egyik csodájaként tartják számon, hogy a víz felszínén lebegve sétált egy patak fölött, hogy egy bráhmint a buddhizmusra térítsen.[28]
- Milarepáról, egy vadzsrajána buddhista gururól azt tartják, hogy a levitációs képességgel is rendelkezett.
- Alexandra David-Néel és John A. Keel, más írók mellett, azt állították, hogy a levitációs eseményeknek voltak szemtanúi Tibetben és Indiában.[29][30]

## Hinduizmus
A hinduizmusban úgy tartják, hogy egyes hindu misztikusok és guruk, akik bizonyos spirituális erőket értek el (úgynevezett sziddhik), képesek lebegni. A szanszkrit nyelven a levitáció erejét laghimannak ("könnyedség") vagy dardura-sziddhinek nevezik. Paramahansza Jógánanda Egy jógi önéletrajza című könyvében beszámol hindu jógikról, akik meditációjuk során lebegtek.

## Taoizmus
A levitáció megtalálható a taoista filozófiai iskolák, például Huang-Lao paranormális gyakorlatai között. A paranormális képességek a csi-ből fakadnak, amely a természetet átható energiaerő. Az ilyen képességek a meditáció gyakorlása során spontán módon keletkeznek, bár ezeknek nem a paranormális képességek a fő célja, hanem a természettel vagy a kozmosszal való egyesülés. A harcművészetek gyakorlása Keleten egy vallásnak számít, és a harcművészetek meditációját „miszticizmusnak” tekintik.

## Spiritizmus
A modern spiritizmus körében Daniel Dunglas Home (1833-1886) médium esete ismert, aki pszichokinetikus erejét Istennek tulajdonította. Mások jelenlétében levitált.

## Démonok megszállása
A levitációt gyakran hozzák a démoni megszállottsággal kapcsolatba, mint például a Malachi Martin által leírt esettanulmány. Egy 2012-es amerikai (USA) ügyben egy személy azt állította, hogy gyermekeit a démonok szállták meg, és ők a levegőbe emelkedtek. Stafford Betty kutató megjegyzi, hogy a levitáció és a démonok megszállása közötti kapcsolat széles körben elfogadott. Bár szószólói nem feltétlenül állítják, hogy a levitáció minden esetben démoni megszállottságot jelent.